# حکیمه دبیران
حکیمه دبیران (زادهٔ ۱۳۲۷، تهران) استاد دانشگاه، دارای دکترای زبان و ادبیات فارسی از دانشگاه تهران و از سال ۱۳۶۱ تا کنون عضو هیئت علمی دانشگاه تربیت معلم است. او از سال ۱۳۶۴ تا ۱۳۶۷ ریاست دانشگاه الزهرا را بر عهده داشته‌است.
وی دارای مقالات متعدد پژوهشی، ادبی، عرفانی است و اشعاری به سبک سنتی دارد. تصحیح و تحشیه فرهنگ شرفنامه مَنیَری پایان‌نامه و اثر چاپی اوست.
پدر وی غلامرضا دبیران شاعر، خوشنویس و مؤلف است.

## سوابق
- پژوهشگر فرهنگستان زبان ایران (۱۳۵۲)
- عضویت در هیئت امنای دانشگاه‌های کشور، شورای فرهنگی و اجتماعی زنان، وابسته به شورای عالی انقلاب فرهنگی، شورای عالی برنامه‌ریزی
- ریاست دانشکده برون مرزی دانشگاه پیام نور،
- ریاست دانشگاه الزهرا (س)،
- معاونت پژوهشی دانشگاه تربیت معلم
- عضو هیئت علمی دانشگاه تربیت معلم (از ۱۳۶۱ تا کنون)

## نمونه شعر
رشته مهر:
نقش ما را آن چنان زد نقش پرداز الست
مهر من در جان تو مهر تو در جانم نشست
...چون تویی آیینه سرّ جمال ایزدی
جلوه‌ای جز مهر حق در آن نشاید نقش بست
...کی تواند چشم برگیرد ز رویت لحظه‌ای
تا حکیمه باشد از کیفیت چشم تو مست